# Castéra-Loubix
Castéra-Loubix – miejscowość i gmina we Francji, w regionie Nowa Akwitania, w departamencie Pireneje Atlantyckie.
Według danych na rok 1990 gminę zamieszkiwały 43 osoby, a gęstość zaludnienia wynosiła 13 osób/km² (wśród 2290 gmin Akwitanii Castéra-Loubix plasuje się na 1124. miejscu pod względem liczby ludności, natomiast pod względem powierzchni na miejscu 1523.).